# تومي أتكن
تومي أتكن (بالإنجليزية: Tommy Atkin)‏ (19 أغسطس 1906 في المملكة المتحدة - 1986 في المملكة المتحدة) هو لاعب كرة قدم بريطاني (وحمل سابقاً جنسية المملكة المتحدة لبريطانيا العظمى وأيرلندا) في مركز جناح ‏. لعب مع بولتون واندررز ونادي بيتربورو يونايتد ونادي دونكاستر روفرز ونادي غيتزهيد ودارلينجتون إف سى.

## وصلات خارجية
- تومي أتكن على موقع قاعدة بيانات كرة القدم.إي يو (الإنجليزية)